# Émile Lachapelle
Émile Henri Lachapelle (12 de septiembre de 1905-febrero de 1988) fue un deportista suizo que compitió en remo como timonel.
Participó en dos Juegos Olímpicos de Verano en los años 1924 y 1948, obteniendo dos medallas de oro en París 1924, en las pruebas de dos con timonel y cuatro con timonel. Ganó dos medallas de oro en el Campeonato Europeo de Remo, en los años 1922 y 1923.

## Palmarés internacional
| Juegos Olímpicos   | Juegos Olímpicos   | Juegos Olímpicos | Juegos Olímpicos   |
| Año                | Lugar              | Medalla          | Prueba             |
| ------------------ | ------------------ | ---------------- | ------------------ |
| 1924               | París (Francia)    | Medalla de oro   | Dos con timonel    |
| 1924               | París (Francia)    | Medalla de oro   | Cuatro con timonel |
| Campeonato Europeo |                    |                  |                    |
| Año                | Lugar              | Medalla          | Prueba             |
| 1922               | Barcelona (España) | Medalla de oro   | Dos con timonel    |
| 1923               | Como (Italia)      | Medalla de oro   | Dos con timonel    |